# 佐々木直哉
佐々木 直哉（ささき なおや、1957年10月6日 - ）は、日本の技術者、工学博士。日立製作所技師長、第96期日本機械学会会長、第13代日本計算工学会会長。

## 人物・経歴
1982年東北大学大学院工学研究科機械工学専攻修士課程修了、日立製作所機械研究所入所。1995年「分子動力学シミュレーションを用いたマイクロトライボロジー現象解析に関する基礎研究」で東北大学博士（工学）。2002年日立製作所機械研究所高度設計シミュレーションセンタ長。日立製作所研究開発グループ日立研究所主管研究長を経て、2014年日立製作所研究開発グループ技師長、内閣府政策統括官（科学技術・イノベーション担当）付戦略的イノベーション創造プログラム革新的設計生産技術担当プログラムディレクター。2015年日本機械学会関東支部長。2018年日本機械学会会長。2020年日本計算工学会会長。日本機械学会フェロー、日本計算工学会フェロー、日本学術会議連携会員、日本工学アカデミー会員など。